# Ursula Heinen-Esser

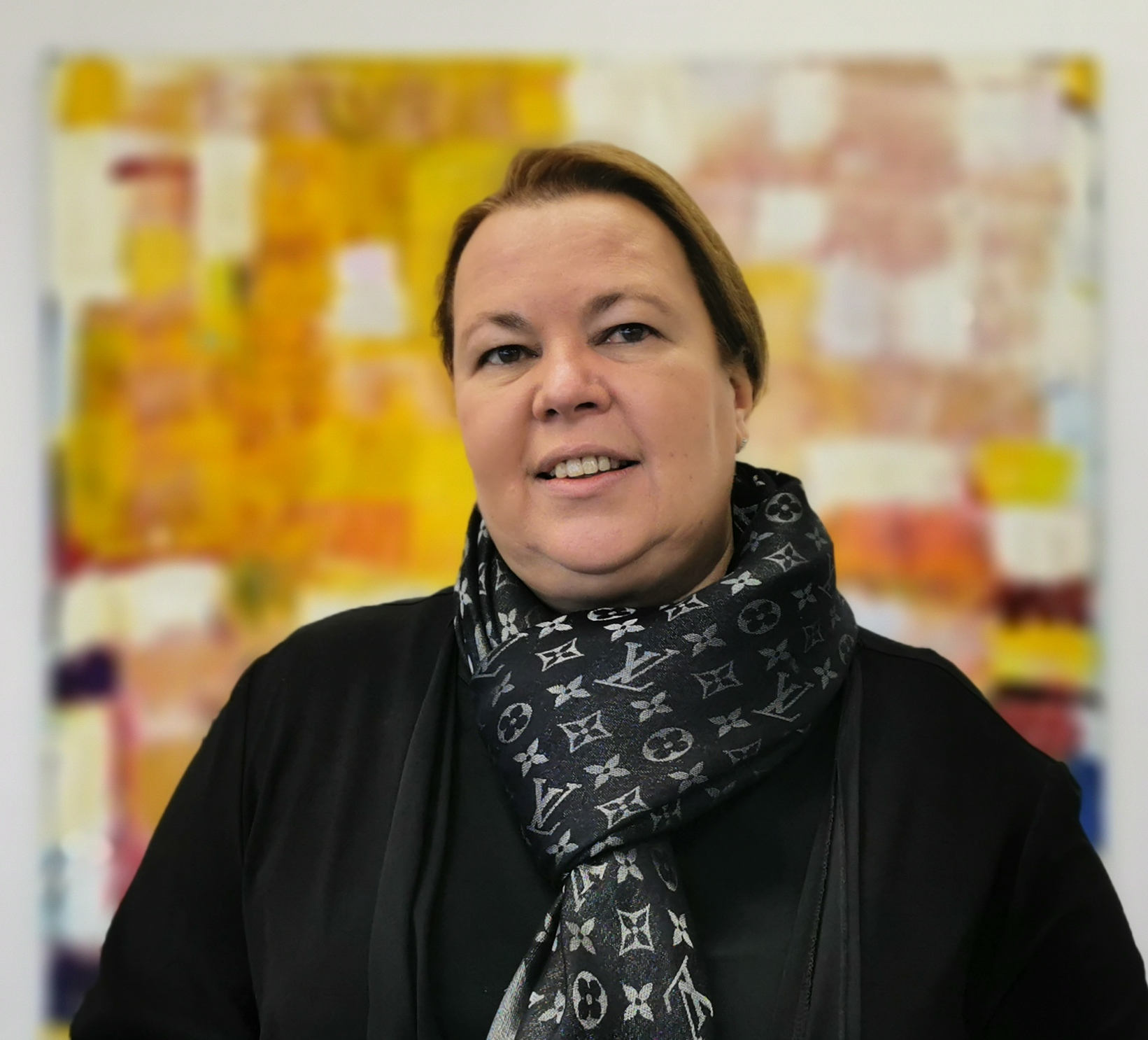
Ursula Heinen-Esser (2021)

Ursula Heinen-Esser (* 7. Oktober 1965 in Köln-Kalk als Ursula Heinen) ist eine deutsche Politikerin (CDU). Sie war vom 29. Mai 2018 bis zu ihrem Rücktritt am 7. April 2022 Ministerin für Umwelt, Landwirtschaft, Natur- und Verbraucherschutz des Landes Nordrhein-Westfalen. Heinen-Esser fiel durch die „Mallorca-Affäre“ um einen Urlaubsaufenthalt während der Flutkatastrophe 2021 in ihrer Amtszeit auf, in deren Zuge sie von ihrem Amt zurücktrat.

## Leben
Ursula Heinen-Esser ist die Tochter des Historikers Ernst Heinen. Nach dem Abitur 1984 an der Liebfrauenschule Köln studierte sie Volkswirtschaftslehre an der Universität zu Köln, das sie 1990 als Diplom-Volkswirtin abschloss. Sie arbeitete bereits während ihres Studiums von 1987 bis 1990 als freie Mitarbeiterin für die Wirtschaftsredaktion der Kölnischen Rundschau und begann nach dem Studium als Redakteurin bei der Wirtschaftszeitung Aktiv. Von 1994 bis 1998 leitete sie die Abteilung Wirtschafts-, Sozial- und Gesellschaftspolitik der CDU-Bundesgeschäftsstelle.
Heinen-Esser ist katholisch. Sie ist verheiratet mit dem Rechtsanwalt Heinz Christian Esser und Mutter einer Tochter.

## Partei

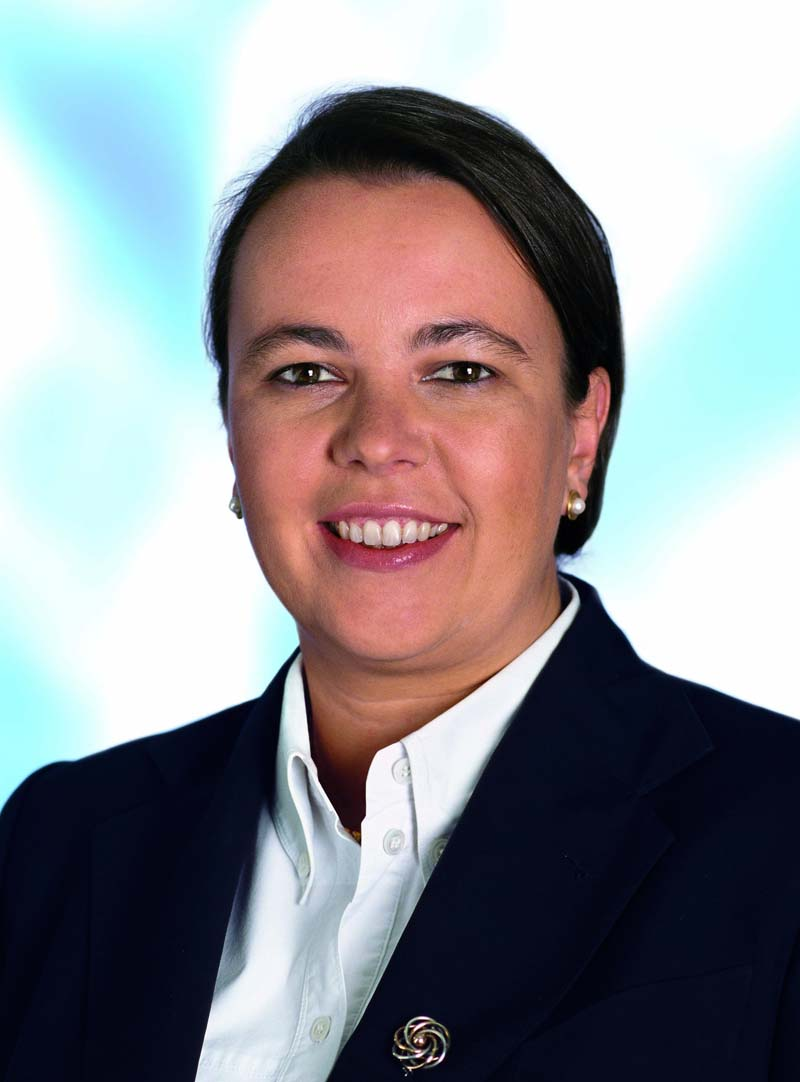
Ursula Heinen-Esser (2006)

Heinen-Esser trat als Schülerin 1983 in die CDU und die Junge Union ein. Während ihres Studiums engagierte sie sich im Ring Christlich-Demokratischer Studenten (RCDS) und war dessen Vorsitzende an der Universität Köln.
Sie war von 1998 bis 2003 stellvertretende Vorsitzende des CDU-Kreisverbandes Köln und wurde 2003 bis 2012 zur stellvertretenden Vorsitzenden der CDU NRW gewählt. Sie gehörte von 1998 bis 2013 dem Vorstand der Europäischen Volkspartei (EVP) und von  2006 bis 2012 dem CDU-Bundesvorstand an.

## Abgeordnete
Ursula Heinen-Esser war von 1998 bis 2013 Mitglied des Deutschen Bundestages (14., 15., 16. und 17. Deutscher Bundestag). Dort war sie bis 2002 Vorsitzende der Jungen Gruppe der CDU/CSU-Bundestagsfraktion. Sie gehörte seit 2002 dem Fraktionsvorstand an und war von 2002 bis 2005 Beauftragte der Fraktion für Verbraucherschutz und Lebensmittelsicherheit sowie stellvertretende Vorsitzende der Gruppe der Frauen. Von Dezember 2005 bis zu ihrer Ernennung zur Parlamentarischen Staatssekretärin im September 2007 war sie Vorsitzende der Gruppe der Frauen in der CDU/CSU-Fraktion und stellvertretende Vorsitzende der Fraktionsarbeitsgruppe Ernährung, Landwirtschaft und Verbraucherschutz. Sie zog stets (1998, 2002, 2005 und 2009) über die Landesliste der CDU NRW in den Bundestag ein.
Bei der vorgezogenen Landtagswahl in Nordrhein-Westfalen am 13. Mai 2012 errang sie ein Mandat als Mitglied des nordrhein-westfälischen Landtages. Sie kandidierte erfolglos im Wahlkreis Köln VI, zog aber über den Listenplatz 3 in den Landtag ein. Am 21. Mai 2012 gab sie bekannt, ihr Landtagsmandat nicht anzunehmen, um Bundestagsabgeordnete zu bleiben und ihre bisherigen Aufgaben weiter auszuführen.
Aus familiären Gründen kandidierte sie 2013 nicht mehr für den Bundestag.

## Öffentliche Ämter

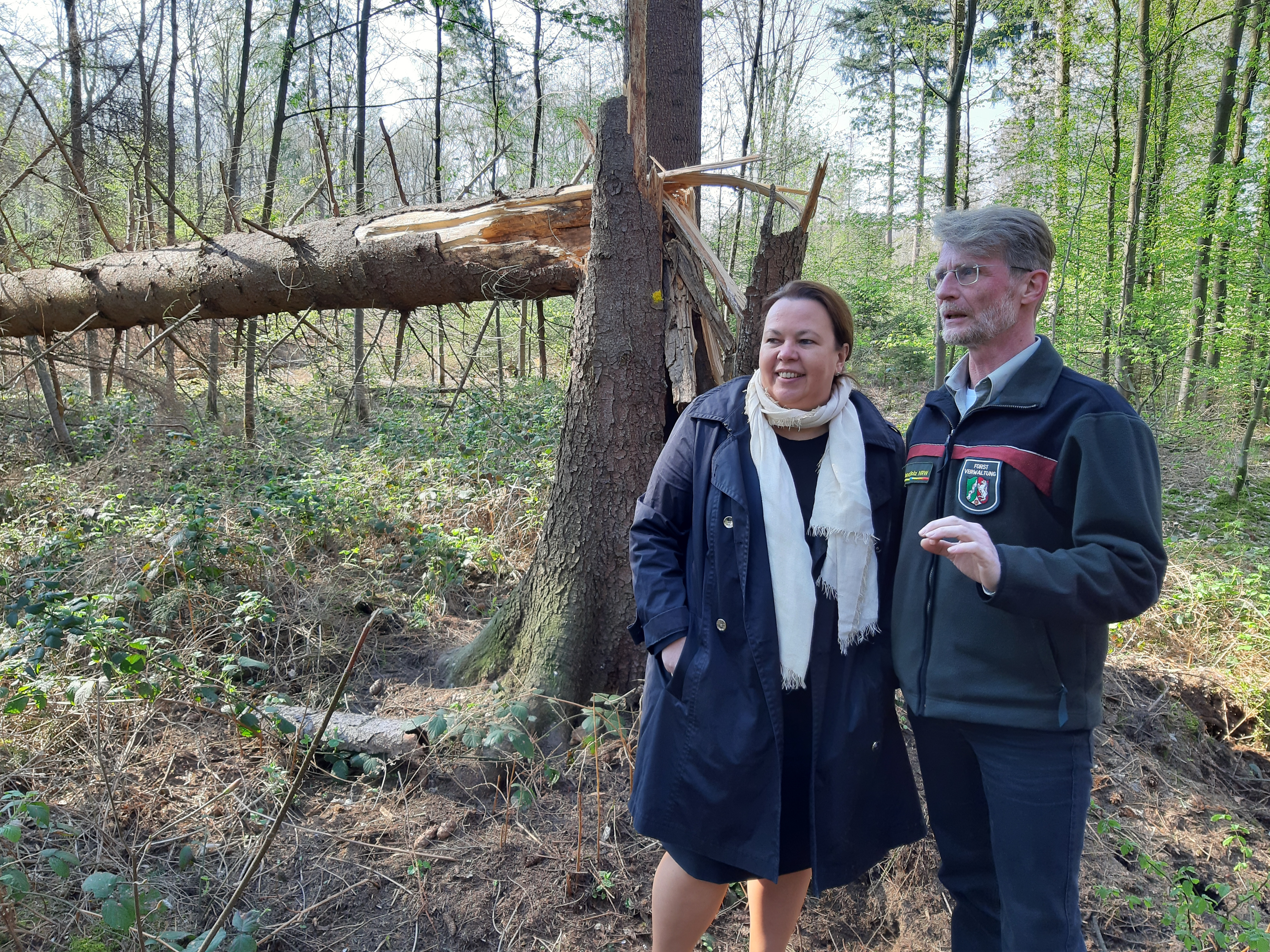
Ursula Heinen-Esser im Forstrevier Knechtsteden (2019)

Am 7. September 2007 wurde Heinen-Esser als Parlamentarische Staatssekretärin beim Bundesminister für Ernährung, Landwirtschaft und Verbraucherschutz in das Kabinett von Bundeskanzlerin Angela Merkel berufen. Im Kabinett Merkel II war sie vom 29. Oktober 2009 bis 22. Oktober 2013 Parlamentarische Staatssekretärin im Bundesministerium für Umwelt, Naturschutz und Reaktorsicherheit. Anschließend blieb sie geschäftsführend im Amt und leitete die deutsche Delegation bei der UN-Klimakonferenz in Warschau vom 11. bis 22. November 2013. Im April 2014 wurde sie neben Michael Müller als eine der beiden Vorsitzenden der Kommission Lagerung hoch radioaktiver Abfallstoffe berufen. Am 29. Mai 2018 wurde sie vom nordrhein-westfälischen Ministerpräsidenten Armin Laschet zur Ministerin für Umwelt, Landwirtschaft, Natur- und Verbraucherschutz ernannt. Dafür legte sie ihr Amt in der Bundesgesellschaft für Endlagerung nieder. Vom 28. Oktober 2021 bis zu ihrem Rücktritt am 7. April 2022 war sie in der gleichen Funktion im Kabinett Wüst I tätig.

## Weitere Tätigkeiten
Heinen-Esser war bis 2014 Vorsitzende des Aufsichtsrates der Gesellschaft für Anlagen- und Reaktorsicherheit (GRS) mbH und des von dieser gegründeten Instituts für Sicherheitstechnologie (IsTec) GmbH, ferner war sie Mitglied des Mittelstandsrates bei der Kreditanstalt für Wiederaufbau (KfW). Sie war zudem bis 2013 Mitglied des Kuratoriums am Max-Planck-Institut für Gesellschaftsforschung und des Max-Planck-Instituts für Züchtungsforschung. Von 2016 bis Mai 2018 war sie vorsitzende Gründungsgeschäftsführerin der Bundesgesellschaft für Endlagerung. Seit November 2021 ist sie Präsidentin der Schutzgemeinschaft Deutscher Wald.
Nach dem Ausscheiden aus dem Ministeramt nahm Heinen-Esser ihre Arbeit in der von ihr und ihren Ehemann zusammen geführten Unternehmensberatung „Esser & Heinen (EH) Strategische Beratung“ wieder auf. Bei dieser war auch die Lobbyagentur Eutop Kunde. Damit hatte Heinen-Esser die zwölfmonatige Karenzzeit vom Wechsel aus der Politik in die Wirtschaft verletzt. Jedoch sah das zuständige Kabinett der Landesregierung von einer weiteren Verfolgung des Falles ab, da Heinen-Esser versprach die Arbeit mit Eutop bis zum Ende Karenzzeit nicht zu verfolgen. Seit 2023 arbeitet Heinen-Esser auch für die Albert Schweitzer Stiftung für unsere Mitwelt.

## Kontroverse um Mallorca-Aufenthalt

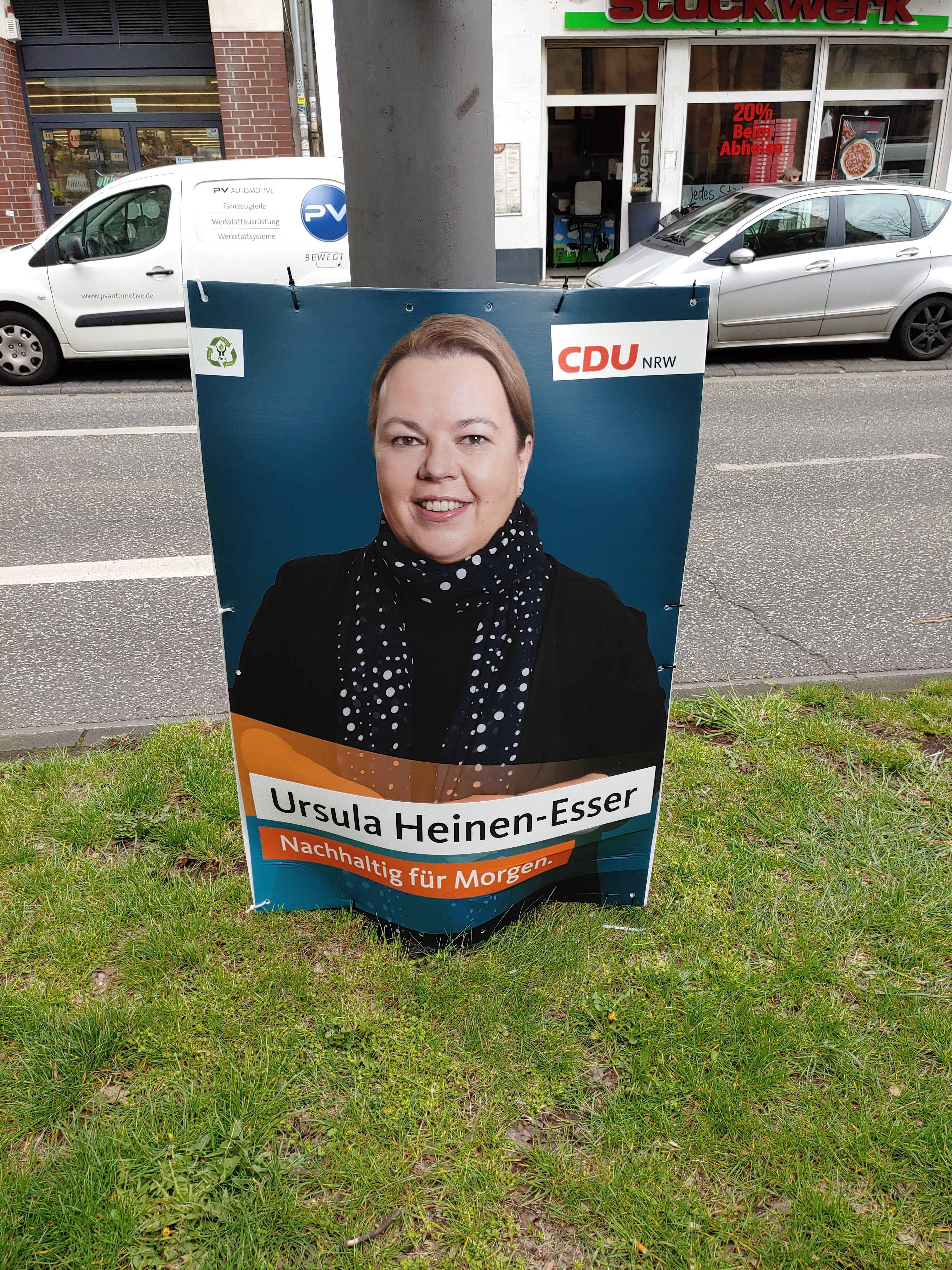
NRW-Wahlkampf 2022

Die Zeit der Flutkatastrophe 2021, beginnend am 15. Juli, verbrachte Ursula Heinen-Esser im Wesentlichen im Homeoffice in ihrer Zweitwohnung auf Mallorca, Spanien, nur am 15./16. Juli hielt sie sich in Deutschland auf. Dass die Umweltministerin eines der beiden am meisten betroffenen Bundesländer nicht vor Ort war, wurde vielfach kritisiert. Auch ihr Stellvertreter im Umweltministerium, Staatssekretär Heinrich Bottermann, befand sich bis zum 23. Juli im Urlaub. Auf Druck der Opposition und des Untersuchungsausschusses zur Flut musste sie mehrere zuvor geäußerte Angaben zu ihrem Mallorca-Aufenthalt korrigieren: So hatte sie zunächst behauptet, erst am 17. Juli zurück auf die Insel geflogen zu sein, um die Rückreise ihrer 15-jährigen Tochter und vier gleichaltriger Freunde zu organisieren. Ihren bereits vor der Flut geplanten Urlaub verkürzte sie nicht auf vier Tage, sondern nahm ihn über die volle Zeit von neun Tagen wahr. Auf Mallorca richtete sie zudem am 23. Juli eine Party anlässlich des 76. Geburtstages ihres Mannes aus. Ihre falschen Angaben bezeichnete Heinen-Esser später als „Bürofehler“.
Im April 2022 wurde nach Recherchen des Kölner Stadt-Anzeigers zudem bekannt, dass neben Heinen-Esser weitere Kabinettsmitglieder zeitweise ebenfalls auf Mallorca waren, um an besagter Geburtstagsfeier teilzunehmen. Konkret waren dies Kommunalministerin Ina Scharrenbach, Bundes- und Europaminister Stephan Holthoff-Pförtner und die damalige Integrations-Staatssekretärin Serap Güler (alle CDU). Vertreter aller drei Oppositionsparteien im Landtag Nordrhein-Westfalen – SPD, Grüne und AfD – kritisierten, dass die Minister es sich dort hätten gut gehen lassen, während in den betroffenen Flutgebieten in Nordrhein-Westfalen viele Menschen um ihre Existenz gekämpft hätten. Mit Heinen-Esser und Scharrenbach seien zudem ausgerechnet diejenigen Ministerinnen beteiligt, die in Bezug auf diese Katastrophe fachlich zuständig gewesen wären. Während sie Verständnis dafür äußerte, dass ihr Verhalten als unsensibel empfunden werde, und bedauerte, dass durch den als „Mallorca-Affäre“ bekannt gewordenen Vorfall ein falsches Bild entstanden sei, lehnte Heinen-Esser persönliche Konsequenzen zunächst jedoch ab. Noch während des NRW-Landtagswahlkampfes gab es Ausspähversuche des Instagram-Accounts der minderjährigen Tochter von Heinen-Esser, die Nordrhein-Westfalens Ministerpräsident Hendrik Wüst als „skandalösen Vorgang“ bezeichnete und von NRW-SPD-Chef Thomas Kutschaty „die sofortige und lückenlose Aufklärung“ erwartete.
Am 7. April 2022, wenige Wochen vor der Landtagswahl am 15. Mai, für die sie auf Wahlplakaten präsent war, trat Heinen-Esser von ihrem Ministeramt zurück. Später kündigte Heinen-Esser an, auch auf einen möglichen Sitz im neuen Landtag zu verzichten, für den sie als Direktkandidatin in der Kölner Innenstadt sowie auf Platz sechs der Landesliste der CDU kandidierte. Aus rechtlichen Gründen konnte sie ihre Kandidatur nach Bekanntwerden der Mallorca-Affäre aber nicht mehr zurückziehen. Ihre Partei kündigte ferner an, die Plakate mit Heinen-Essers Konterfei sukzessive so schnell wie möglich aus dem Straßenbild zu entfernen. Nach dem Ausscheiden von Lutz Lienenkämper, für den sie in den Landtag hätte nachrücken können, verzichtete sie im September 2024 offiziell auf das Mandat.

## Kabinette
- Kabinett Laschet
- Kabinett Wüst I